# Leibnitzer Rotspitzen
Die Leibnitzer Rotspitzen, auch Rotspitzen, sind vier, bis zu 3096 m ü. A. hohe Berggipfel der Schobergruppe in Osttirol (Österreich). Sie liegen im Nordosten Osttirols an der Gemeindegrenze von Nußdorf-Debant und Kals am Großglockner. Die ursprünglich nur Rotspitzen genannten Gipfel wurden auf Vorschlag von Rudl Eller aus Lienz in Leibnitzer Rotspitzen umbenannt, um Verwechslungen mit der Alkuser Rotspitze zu vermeiden. Die östliche Leibnitzer Rotspitze wurde erstmals am 24. Juli 1890 von Ludwig Purtscheller bestiegen, die erste Überschreitung von der östlichen auf die westliche Leibnitzer Rotspitze gelang Lothar Patéra 1895.

## Lage
Die vier Gipfel der Leibnitzer Rotspitzen liegen im Westen der Schobergruppe an der Gemeindegrenze zwischen Nußdorf-Debant im Süden sowie Kals am Großglockner im Norden. Unterschieden wird zwischen der östlichen Leibnitzer Rotspitze, den beiden Mittelgipfeln und der westlichen Leibnitzer Rotspitze. Während die Alpenvereinskarte den Ostgipfel als Hauptgipfel mit 3101 m ü. A. ausweist, gibt ÖK 50 den östlichen Mittelgipfel mit 3096 m ü. A. als Hauptgipfel und den Ostgipfel mit 3095 m ü. A. an. Laut Alpenvereinskarte misst der westliche Mittelgipfel 3094 m ü. A., der Westgipfel 2979 m ü. A.
Benachbarte Gipfel sind die Kreuzspitze (2937 m ü. A.) im Westen und der Hochschober (3242 m ü. A.) im Osten. Vom Hochschober werden die Leibnitzer Rotspitzen durch die Staniskascharte (2930 m ü. A.) getrennt. Südwestlich vorgelagert liegt die Zutrugenspitze (2662 m ü. A.), der Südwestgrat der Rotspitzen führt zum Zilinkopf (2616 m ü. A.). Zudem liegen am Südostgrat der Rotspitzen das Lange Schöberl (2831 m ü. A.) und das Kleine Schöberl  (2597 m ü. A.). Nördlich der Rotspitzen erstreckt sich das Tal des Staniskabachs, im Süden liegt das Tal des Leibnitzbaches sowie die Hochschoberhütte.

## Aufstiegsmöglichkeiten
Der Normalweg auf die Rotspitzen führt von der Hochschoberhütte zunächst auf die Staniskascharte. Von hier aus ist der höchste Gipfel der Rotspitzen ohne Kletterei erreichbar, wobei die Rotspitzen meist in Zusammenhang mit dem Hochschober bestiegen werden. Die Rotspitzen werden manchmal auch als eigene Tour begangen, wobei der östliche Mittelgipfel noch unschwierig zu erreichen ist. Der westliche Mittelgipfel sowie der Westgipfel sind hingegen nur noch in Kletterei begehbar (II+).